# Corde Oblique
Corde Oblique è un progetto musicale italiano che nasce nel 2005 dalla mente di Riccardo Prencipe, chitarrista del gruppo e autore di testi e musica, oltre che dottore di ricerca in storia dell'arte. La band si è esibita nell'ambito di festival, rassegne e tournée in particolare in: Germania, Cina, Bulgaria, Portogallo, Olanda, Albania, Belgio, Francia e Italia.
Genesi creativa del repertorio della band diretta da Riccardo Prencipe è certamente la storia dell'arte italiana, i luoghi e per il tempo che ne forgia l'aspetto.
La band ha in totale otto album all'attivo, oltre ai primi due pubblicati a partire dal 1999 come progetto Lupercalia. Gli album della band sono stati prodotti e distribuiti in Europa nel resto del mondo da case discografiche tedesche, francesi, italiane, cinesi, portoghesi, inglesi e russe.

## Temi
Il Sud, "talentuoso e selvatico", come viene descritto nei suoi testi. In oltre quattro lustri e otto album Riccardo Prencipe ha dedicato e intitolato brani a numerosi luoghi d'arte, in particolare del Mediterraneo e del Sud Italia: i templi greci di Paestum, la villa di Oplontis, i Sassi di Matera, i dolmen pugliesi, i Campi Flegrei (tra i vari: l'anfiteatro di Pozzuoli, il parco archeologico di Cuma), la Villa del Casale di Piazza Armerina, il Miglio d'Oro, il Barrio Gotico, il borgo di Casertavecchia, il borgo di Itri nel Lazio, il Bosforo, il Tempio dell'eco di Baia, i Giardini della Reggia di Caserta, la Crypta Neapolitana, la Piscina Mirabilis, la Trasfigurazione di Giovanni Bellini e tanti altri soggetti a tema storico artistico.
Moltissimi anche gli artisti e gli scrittori esplicitamente citati nei titoli, testi e crediti di ogni album: Marcel Proust, Alberto Burri, Giovanni Bellini, Scipione Compagno, José Saramago, Sergej Stratanovskij, Paul Celan, Dino Campana, Thomas Tranströmer.

## Storia
"Spesso ci si trova a far parte di un filone musicale un po' per caso, quando iniziai a scrivere musica non sapevo che esistesse un filone ethereal neofolk, né sapevo che veniva chiamata così, inviai una demo tape in Inghilterra e la casa discografica World Serpent ci mise sotto contratto, era il 1999." (Riccardo Prencipe)
Nel 1999 Riccardo inizia ad arrangiare e incidere brani scritti in gioventù, l'organico è composto da violino, sintetizzatore e chitarra. I temi musicali fortemente neogotici e darkwave, è l'inizio dei Lupercalia. Scritturati dalla casa discografica londinese World Serpent (Current 93, Nurse with Wound, Anthony and the Jhonsons, Death in June, Sol invictus, Coil e molti altri), era il 1999.
Dopo i primi concerti in Olanda con QNTAL e altri artisti della scena goth degli anni novanta Riccardo inizia il suo percorso solista affiancato dalla sua band, nascono i Corde Oblique. Numerosi i concerti a partire dal 2008: Parigi (Fr), Clisson (Fr), Roma, Huy (Be), Lipsia (Ge), Nordhofen (Ge), Firenze, Bergamo, Milano, Colonia (Ge), Berlino (Ge), Valona (Al), al Giffoni film festival e, nel 2015, la tournée in Cina.
Tra i membri stabili del progetto il violinista Alfredo Notarloberti degli Ashram, presenza costante in tutti gli album e co-autore di diversi brani.

## Passaggi televisivi
- La band è stata ospite a "Tempi Dispari", su Rai News 24, con Francesco Gatti
- Le musiche della Band sono state utilizzate per la rubrica DOSSIER del TG2
- La band è stata ospite a Music and the city su RAI TRE (TGR)
- La band è stata ospite a Mezzogiorno Italia (RAI TRE)

## Componenti Live
Riccardo Prencipe (chitarrista-autore dei testi-compositore)
Alfredo Notarloberti (violino)
Alessio Sica (batteria)
Umberto Lepore (basso)
Rita Saviano (voce)

## Collaborazioni
Negli album della band si trovano partecipazioni con moltissimi musicisti, tra cui:
- Duncan Patterson (Anathema)
- Maddalena Crippa
- Miro Sassolini (ex voce dei Diaframma)
- Andrea Chimenti (Moda)
- Denitza Seraphim (Irfan)
- Carmine Ioanna (Cirque du soleil)
- Peppe Frana (Micrologus)
- Donatello Pisanello (Officina Zoé)
- Sergio Panarella (Ashram)
- Luigi Rubino (Ashram)
- Alessandra Santovito (Hexperos)
- Spyros Giasafakis (Daemonia Nymphe)
- Corrado Videtta (Argine)
- Monica Pinto (Spakka Neapolis55)
- Walter Maioli e Luce Maioli (Synaulia)
- Simone Salvatori (Spiritual Front).[5]
- Annalisa Madonna
- Michele Maione
- Charles Ferris (Sineterra)
- Floriana Cangiano (Flo)
- Quartetto Savinio
- Caterina Pontrandolfo

## Altre Collaborazioni (arti visive)
Il gruppo ha collaborato con l'artista Milo Manara al Teatro Mediterraneo, in occasione del Comicon 2015, per la presentazione del suo libro su Caravaggio.
Le foto dell'album "Florilegium" sono state realizzate dal fotografo tedesco Achim Bednorz.
La foto di copertina dell'album "Respiri" è stata realizzata dal fotografo giapponese Kenro Izu.
La foto di copertina dell'album "I maestri del Colore" è stata realizzata da Franco Fontana.
Le foto degli album "the moon is a dry bone" e "cries and whispers" sono state realizzate dal fotografo indonesiano Hardijanto Budimann.

## Curiosità
Nel 2013 la band esegue una registrazione nel Tempio dell'Eco (nel complesso archeologico di Baia), sfruttandone il riverbero naturale. Il brano è incluso nell'album "Per le strade ripetute" ed è intitolato "In the temple of echo".
La veste grafica dell'album "I Maestri del Colore" (2016) è ispirata all'omonima collana di storia dell'arte uscita negli anni sessanta per Fabbri editore.
L'ispirazione dei testi e delle musiche della band alla Storia dell'Arte è dovuta alla doppia formazione di Riccardo Prencipe, musicista e dottore di ricerca in Storia dell'arte, materia di cui è docente al Liceo Classico. A lungo attivo nello studio degli strumenti musicali antichi tramite testimonianze storico artistiche: affreschi, sculture e dipinti. Tra i suoi scritti i testi critici per la Mostra sulla "Donna con liuto" di Jan Vermeer al Museo di Capodimonte.

## Concerti
Il gruppo si è esibito in concerti in Italia, Portogallo (centro Unesco), Francia, Paesi Bassi, Germania, Bulgaria, Belgio, Cina e Albania (per il Consolato italiano) e ha partecipato a vari festival insieme a gruppi come Bauhaus, Editors, Opeth, Mokadelic, Danny Cavanagh (Anathema), Coph Nia, Moonspell, Ataraxia, Spiritual Front, QNTAL, Current 93, Kirlian Camera, Inti-illimani, Rome, Of the wand and the moon. La band si è inoltre esibita a quattro edizioni del Wave Gotik Treffen (edizioni: 2009, 2012, 2017, 2024) e due edizioni dell'Amphi Festival (2013, 2018). Tra i luoghi in cui La band si è esibita: Auditorium Parco della Musica di Roma, La Loco (Parigi), Gotischer Saal (Berlino), Casa del Jazz (Roma), Museo Archeologico (Napoli), Schauspielhaus (Teatro centrale di Lipsia), NCN Festival (Deutzen, Germania), Centro di Cultura (Shanghai), Sofia (Bulgaria), Digione (Francia), La Locomotive (Bologna), Chiesa di San Gregorio al Celio (Roma), Museo Madre (Napoli), Teatro di Tanzbrunnen (Colonia), Auditorium del Museo di Capodimonte (Napoli), Museo Centrale Montemartini (Roma), Teatro Mediterraneo per il Comicon festival (Napoli), Stazione Birra (Roma), Giffoni Film Festival (Giffoni), Qube (Roma), Centro Culturale di Cuba (Portogallo), Centro Unesco di Beja (Portogallo), Centro Culturale di Huy (Belgio), Archivio di Stato di Aaschaffenburg (notte dei musei, edizioni 2023, 2024 e 2025) Casina Vanvitelliana (Bacoli), Teatro centrale di Valona (Albania), Villa Pignatelli (Napoli), Oratorio di San Quirino (Parma), Villa Fondi (Piano di Sorrento), Arco di Traiano (Ancona) per il festival Adriatico Mediterraneo, Università degli Studi (Firenze), a Palazzo Reale per il Napoli Teatro Festival, Casa della Musica (Napoli), Giardini Estensi (Modena).

## Tournée in Cina
Nel dicembre del 2015 la band ha svolto un tour in Cina di 9 concerti, "La prima band italiana del circuito underground ad effettuare una tournée così lunga in un paese che sempre più si apre al mondo occidentale" con le seguenti tappe:
4 dicembre – Changsha
5 dicembre – Nanjing
6 dicembre – Xiamen
8 dicembre – Canton
9 dicembre – Guangzhou
10 dicembre – Tianjin
11 dicembre – Beijing (Pechino), capitale della Repubblica Popolare Cinese.
12 dicembre – Suzhou
13 dicembre – Shanghai
nel 2018 la band torna ad esibirsi in Cina, al Nanshan Pop Music Festival 2018 a Shenzhen, città della provincia di Guangdong, nella Cina continentale meridionale. La band si è esibita al Nanshan recreation and sports theater, una struttura avveniristica al centro della città con oltre 1400 posti.

## Cover
Il repertorio dell'ensemble è quasi tutto originale, tuttavia in ogni disco la band inserisce una cover, spesso di genere molto diverso dal loro, ma completamente rivisitata:
"Kaiowas" (dei Sepultura) inserita nell'album Volontà d'Arte, "Flying" (degli Anathema) inserita nell'album The Stones of Naples, il tema di "Requiem for a Dream" (dall'omonimo film) nell'album Per le strade ripetute, "Jigsaw falling into place" (dei Radiohead) nell'album A hail of bitter amonds, "Amara terra mia" (di Domenico Modugno) nell'album I Maestri del Colore, "Temporary peace" (degli Anathema) nell'album "The moon is a dry bone".

## Discografia

### Lupercalia
I primi due album scritti da Riccardo Prencipe escono sotto il nome Lupercalia in riferimento ai riti purificatori praticati nell'antica Roma in onore del dio Fauno (o Luperco), la band ha un sound che richiama alle sonorità gotiche e neomedievali:
- 1999 - "les nuits des Samain" prima demotape (autoprodotta)
- 2000 - "Soehrimnir" (World Serpent Distribution - Inghilterra - 2000, Seconda edizione ARK records/Masterpiece - Italia - 2009)
- 2004 - "Florilegium" (Equilibrium Music/Audioglobe - Portogallo - 2004)

### Corde Oblique
Nel 2005 Riccardo Prencipe inizia il suo percorso solista, modificando il nome dell'ensemble in "Corde Oblique", sentendo l'esigenza di aprirsi a nuove collaborazioni con molteplici voci e musicisti. Il nome ha due origini: Cordae Oblique è il nome di un antico strumento musicale romano, e inoltre quando la chitarra viene imbracciata in stile classico, poggiando il piede su uno sgabello, le corde assumono posizione "obliqua".
- 2005 - "Respiri" (ARK records/Masterpiece - Italia - 2005)
- 2007 - "Volontà d'arte" (Prikosnovenie/Audioglobe - Francia - 2007)
- 2009 - "The Stones of Naples" (Prikosnovenie/Audioglobe - Francia - 2009)
- 2011 - "A Hail of Bitter Almonds" (Prikosnovénie/Audioglobe - Francia - 2010)
- 2013 - "Per le Strade Ripetute" (Prikosnovénie/Audioglobe - Francia - 2013)
- 2016 - "I Maestri del Colore" (Infinite fog/Audioglobe - Russia - 2016)
- 2018 - "Back through the liquid mirror" (Dark Vinyl/Audioglobe - Germania - 2016) (edizione asiatica CD/DVD Dying art production - Cina 2018)
- 2020 - "The Moon is a dry Bone" (Dark Vinyl/Audioglobe - Germania 2020) (edizione asiatica Dying art production - Cina 2021)
- 2025 - "Cries and Whispers" (The Stones of Naples Records/Audioglobe - Italia - 2025)[22]

## Discografia in Vinile
2017 - "Mille anni che sto qui" 45 giri (Caustic Records/Audioglobe - Spagna - 2017)
2021 - "The moon is a Dry bone" (33 giri, Dying arts production - Cina)
2025 - "Volontà d'Arte" (33 giri, Vrijheid records, Cina)

## Discografia digitale
- 2013 - "Richiami a mezzo mare"
- 2015 - "Itri" (ep)
- 2016 - "I Maestri del Colore Vol. 2"
- 2023 - "Leaver" (EP) faturing Spiritual Front